# کریس تاد
کریس تاد (انگلیسی: Chris Todd؛ زادهٔ ۲۲ اوت ۱۹۸۱) بازیکن فوتبال اهل بریتانیا است.
از باشگاه‌هایی که در آن بازی کرده است می‌توان به باشگاه فوتبال سالزبری سیتی، باشگاه فوتبال فارست گرین راورز، باشگاه فوتبال هرفورد یونایتد، باشگاه فوتبال سوانزی سیتی، باشگاه فوتبال نیوپورت کانتی، باشگاه فوتبال دراهیدا یونایتد، باشگاه فوتبال تورکی یونایتد، باشگاه فوتبال اکستر سیتی، و باشگاه فوتبال ایستلی اشاره کرد.